# Campaña (heráldica)

Punta heráldica, también denominada barba o campaña.

En heráldica, se llama campaña a una de las piezas del escudo que lo abraza de un lado al otro ocupando una tercera parte del mismo en su zona inferior.
La campaña también es conocida como punta o barba. Simboliza la fuerza y la audacia.